# Zarządzanie wartością przedsiębiorstwa
Zarządzanie wartością przedsiębiorstwa (ang. Value Based Management – VBM) – koncepcja zarządzania polegająca na maksymalizowaniu wartości dla akcjonariuszy. Opiera się ona na założeniu, że akcjonariusze są jedyną stroną, która maksymalizując własne korzyści, maksymalizuje roszczenia innych podmiotów związanych z przedsiębiorstwem, gdyż maksymalizując wartość roszczeń innych stron (klientów, dostawców, pracowników, zarządu), akcjonariusze korzystają na jej przyroście.
Koncepcja ta powstała w początkach lat osiemdziesiątych XX wieku. Główną przesłanką jej powstania było narastające niezadowolenie właścicieli przedsiębiorstwa z nienależytego dbania przez zarządy o ich interes. Zarządy, tłumacząc się koniecznością równoważenia interesu wszystkich podmiotów związanych z przedsiębiorstwem, doprowadziły do powstania „luki wartości”, czyli różnicy pomiędzy wartością przedsiębiorstwa możliwą do osiągnięcia, gdyby dążyło ono do maksymalizacji wartości dla akcjonariuszy, a rzeczywistą jego wartością rynkową.
Zarządzanie wartością przedsiębiorstwa jest integracyjnym procesem zaprojektowanym tak, aby poprzez koncentrację na kluczowych czynnikach wartości usprawnić proces podejmowania decyzji strategicznych i operacyjnych. Mówiąc inaczej, polega na takim zarządzaniu rzeczywistością gospodarczą, aby finansowy obraz przedsiębiorstwa, stanowiący podstawę jego wyceny przez rynki kapitałowe, był jak najlepszy. Do tworzenia finansowego obrazu wykorzystuje się techniki zdyskontowanych strumieni pieniężnych. Posługiwanie się nimi wymaga znajomości dwóch podstawowych czynników: przepływów strumieni pieniężnych oraz stopy dyskontowej odpowiadającej kosztowi kapitału. Z koncepcją maksymalizowania wartości dla akcjonariuszy nieodłącznie związanych jest pomiar efektywności w zakresie tworzonej wartości. Najważniejszymi miernikami efektywności są: ekonomiczna wartość dodana (EVA), gotówkowy zwrot z inwestycji (CFROI) oraz wartość dodana dla właścicieli (SVA).

## Koncepcja VBM
Koncepcja zarządzania wartością przedsiębiorstwa polega na połączeniu pięciu głównych procesów zarządzania:
- Celów opartych na głównych czynnikach kształtujących wartość przedsiębiorstwa,
- Strategii określającej sposób osiągnięcia celów,
- Miar osiągnięć polegających na przekładaniu strategii na mierzalne działania,
- Procesów przekładających strategie na konkretne działania niezbędne do osiągnięcia przyjętych celów,
- Decyzji operacyjnych i inwestycyjnych.

## System zarządzania wartością
Zarządzanie wartością firmy to świadome planowanie i realizacja działań, które zmierzają do zwiększenia wartości firmy dla akcjonariuszy. Wymaga ustrukturyzowanego i spójnego podejścia pozwalającego na skoncentrowanie wysiłków wszystkich pracowników firmy w kierunku wyznaczonym przez kryterium maksymalizacji wartości.
Skuteczny system zarządzania wartością firmy dyscyplinuje i porządkuje procesy decyzyjne w organizacji, zakładając, że:
- Nadrzędnym celem przedsiębiorstwa jest budowanie zamożności jego właścicieli poprzez zapewnienie odpowiedniego zwrotu z zainwestowanego kapitału[3];

- Przedsiębiorstwa potrzebują jasnej strategii wzrostu wartości, która określałaby konkretny cel i była odpowiednio komunikowana właścicielom, menedżerom i pracownikom[3];

- Przedsiębiorstwa powinny wdrożyć wewnętrzny system zarządzania wartością, który pozwala:
  - Przełożyć cele i strategie wzrostu wartości na decyzje operacyjne i działania kierownictwa oraz pracowników (wyznaczenie celów, planowanie, odpowiedzialność)[3];
  - Motywować kierownictwo i pracowników do działania i podejmowania decyzji tworzących wartość, czyli zgodnie z interesami akcjonariuszy (m.in. efektywne wykorzystanie kapitału i zasobów)[3];
  - Umożliwić monitorowanie i kontrolę wyników oraz wzrostu wartości firmy[3].

Głównym celem działania systemu zarządzania wartością firmy jest wdrożenie podstawy i filozofii zarządzania, w której każdy pracownik stara się podejmować decyzje i działać w sposób, który w jego rozumieniu pomaga zwiększyć wartość. Wymaga to z jednej strony dobrego i jasnego wytłumaczenia, jak powstaje wartość firmy na różnych szczeblach organizacji, oraz odpowiedniego ukierunkowania wszystkich celów, planów, procesów, organizacji i systemów motywacyjnych na tworzenie tej wartości.

## Strategiczna karta wyników
Strategiczna karta wyników (Balanced Scorecard) to kompleksowe narzędzie zarządzania, skupiające wokół strategii wszelkie istniejące dotąd systemy zarządzania. Punktem wyjścia procesu konstrukcji karty wyników jest zdefiniowanie misji i wizji organizacji. Karta wyników jest konstruowana w formie zestawu powiązanych ze sobą w sposób przyczynowo-skutkowych celów i mierników ich realizacji, ujętych w czterech obszarach działalności, związanych z perspektywami:
1. perspektywie finansowej,
2. perspektywie klienta,
3. perspektywie procesów wewnętrznych oraz
4. perspektywie wiedzy i uczenia się organizacji[6].

Cele stanowią zapis zamierzeń strategicznych, które organizacja ma realizować. Mierniki przypisane do każdego z celów pozwalają na wartościowe wyrażenie tych celów oraz pomiar postępów ich realizacji. Wybór celów i mierników w czterech perspektywach nie jest przypadkowy. W karcie wyników mierniki muszą być ze sobą ściśle powiązane i wynikać z wizji i strategii przedsiębiorstwa.

## Mierniki tworzenia wartości przedsiębiorstwa
EVA (economic value added) – ekonomiczna wartość dodana – nadwyżka wartości generowanej przez firmę ponad koszt kapitału zaangażowanego przez inwestorów (dostawców długu oraz akcjonariuszy). Maksymalizacja tej nadwyżki to zachowanie zgodne z filozofią zarządzania wartością firmy. Wartość firmy jest sumą wartości istniejących i przyszłych aktywów. Jeśli menedżerowie są oceniani według wartości EVA w bieżącym roku lub według wielkości zmian EVA z roku na rok, to istnieje ryzyko, że będzie ich interesować wyłącznie ekonomiczna wartość dodana z aktywów istniejących. EVA jest miarą skoncentrowaną bardziej na aktywach istniejących, a mniej na przyszłym wzroście.
CFROI (cash flow return on investment) – gotówkowy zwrot z inwestycji – stopa dyskonta, za sprawą której zaangażowany kapitał, uwzględniając wartość pieniądza w czasie, równoważony jest generowanymi przez siebie przepływami pieniężnymi. Aby firma generowała wartość dla akcjonariuszy, zwrot z jej aktywów (CFROI) musi przewyższać koszt zaangażowanego w nią kapitału. Wraz ze spadkiem wartości inwestycji brutto CFROI rośnie. Jednak o wartości firmy decyduje iloczyn CFROI i inwestycji brutto. To oznacza, że w reakcji na wzrost CFROI wartość firmy nie zawsze rośnie. CFROI w jeszcze większym stopniu niż EVA jest skoncentrowana na aktywach istniejących, a nie na przyszłym wzroście.
SVA (shareholder value added) – wartość dodana dla akcjonariuszy – całkowita wartość dodaną przedsięwzięcia, stworzona na przestrzeni badanego okresu z uwzględnieniem wartości rezydualnej, która stanowi kluczową rolę. SVA opiera się na koncepcji renty wieczystej, zgodnie z którą wartość inwestycji, generującej w sposób ciągły przepływy na niezmienionym poziomie, równa jest ilorazowi tego przepływu i kosztu kapitału wykorzystanego w dyskontowaniu.